# Кандич, Наташа
Ната́ша Ка́ндич (серб. Nataša Kandić) — общественная деятельница Сербии, правозащитница. Кандич учредила Центр гуманитарного права (Белград), который возглавляла с 1992 по 2012 годы. Исследовательские работы Кандич использовались в работе по расследованию преступлений в Международном трибунале по бывшей Югославии.

## Биография
Родилась в 1946 году в городе Крагуевац (Сербия). По образованию — социолог. До военных конфликтов в Югославии работала профсоюзным аналитиком. После опубликования книги «Косовский узел: развязать или разрубить?», написанной коллективом авторов, Кандич была уволена (1990). С началом войны в Хорватии Кандич и её друзья проводили акции против политики государства, с 8 октября 1991 года до 8 февраля 1992 года они каждый день зажигали свечи у дворца президента Сербии в память о погибших в войне. C ноября 1991 года по май 1992 года руководила кампанией по проведению референдума против мобилизации граждан Сербии на войну в Хорватии. Принимала участие в организации крупнейшей акции в Сербии, направленной против бомбардировки Сараево, — «Чёрный креп». Для документирования военных преступлений, совершённых по этническому признаку, в ноябре 1992 года учредила Центр гуманитарного права. В апреле 2004 года была причастна к созданию сети центров документирования и расследования военных преступлений.
В 2008 г. Кандич была приглашена в качестве почётного гостя на торжественное заседание Скупщины республики Косово.

## Обвинения против Кандич
В феврале 2009 года была приговорена четвёртым районным судом Белграда к штрафу на 200 тысяч сербских динаров за клевету в адрес Томислава Николича: в 2006 году она якобы огласила ложные сведения в одной из телепередач на канале «B92», что Николич принимал участие в военных преступлениях против гражданского населения в хорватском селе Антин в 1991 году. Окружной суд Белграда отменил приговор в июне 2009 года.

## Награды
- Премия имени Мартина Энналса (1999)
- Премия «Человек человеку» награждена в 2003 вместе с Центром гуманитарного права, в церемонии награждения принимал участие Вацлав Гавел
- Почётный гражданин Сараево (2005)
- Орден Утренней звезды с ликом Катарины Зринской «за вклад в распространение моральных ценностей» (2006), награду вручил президент Хорватии[7]